# Shane Jennings
Shane Jennings (Dublino, 8 luglio 1981) è un rugbista a 15 irlandese, terza linea ala della franchise del Leinster.

## Biografia
Nativo del sobborgo dublinese di Rathfarnham, Shane Jennings, ultimo di tre figli, si formò nel St. Mary's College, per il quale ancora milita a livello di club provinciale, e successivamente nell'accademia giovanile del Leinster.
Debuttante nel 2002-03 in Celtic League, rappresentò Leinster anche in Heineken Cup e, nel 2005, fu notato dal rugby inglese che lo acquisì nei ranghi del Leicester per la stagione di 2005-06: in tale club vinse il titolo nazionale nel 2007 ed esordì a livello maggiore nell'Irlanda nel corso del tour in Argentina, preliminare alla Coppa del Mondo di rugby 2007, dalle cui convocazioni fu tuttavia escluso a causa di un infortunio.
Tornato per la stagione successiva al Leinster per motivi familiari e avere maggiori possibilità di essere selezionato per la Nazionale.
Già al termine della stagione del suo rientro in Irlanda si laureò campione celtico, e nella stagione successiva campione d'Europa, titolo che vinse altre due volte; prese parte alla Coppa del Mondo di rugby 2011 e al successivo Sei Nazioni 2012, torneo al quale risale la sua presenza internazionale più recente.
Nel 2014 ha vinto il suo secondo 2013-14, mantenendosi quindi sulla media di un trofeo vinto a stagione, serie che dura dal 2007 con l'eccezione del 2010.

## Palmarès
- Premiership: 1
Leicester: 2006-07
- Pro12: 2
Leinster: 2007-08, 2013-14
- Heineken Cup: 3
Leinster: 2008-09, 2010-11, 2011-12
- Challenge Cup: 1
Leinster: 2012-13